# Nouvelle-Zélande aux Jeux olympiques d'été de 2016
La Nouvelle-Zélande participe aux Jeux olympiques d'été de 2016 à Rio de Janeiro au Brésil du 5 août au 21 août. Il s'agit de sa 25e participation à des Jeux d'été.

## Médaillés

### Médailles d'or
| Sport              | Discipline                 | Athlète(s)               | Performance   | Date    |
| Médailles d'or : 4 |                            |                          |               |         |
| Aviron             | Deux sans barreur masculin | Eric Murray Hamish Bond  | 6 min 59 s 71 | 11 août |
| Aviron             | Skiff masculin             | Mahé Drysdale            | 6 min 41 s 34 | 13 août |
| Canoë-kayak        | K1 200 mètres femmes       | Lisa Carrington          | 39 s 864      | 16 août |
| Voile              | 49er hommes                | Peter Burling Blair Tuke | 35 pts        | 18 août |

| Sport                  | Discipline                      | Athlète(s) | Performance   | Date    |
| Médailles d'argent : 9 |                                 | |               |         |
| Athlétisme             | Lancer du poids féminin         | Valerie Adams | 20,42 mètres  | 12 août |
| Aviron                 | Deux sans barreur féminin       | Genevieve Behrent Rebecca Scown | 7 min 19 s 53 | 12 août |
| Canoë-kayak            | K1 femmes (slalom)              | Luuka Jones | 101 s 82      | 11 août |
| Cyclisme sur piste     | Vitesse par équipes hommes      | Eddie Dawkins Ethan Mitchell Sam Webster | 42 s 542      | 11 août |
| Golf                   | Golf femmes                     | Lydia Ko |               | 20 août |
| Rugby à sept           | Tournoi féminin de rugby à sept | Shakira Baker Kelly Brazier Gayle Broughton Theresa Fitzpatrick Sarah Goss Huriana Manuel Kayla McAlister Tyla Nathan-Wong Terina Te Tamaki Ruby Tui Niall Williams Portia Woodman | 17-24         | 8 août  |
| Tir                    | Trap femmes                     | Natalie Rooney |               | 7 août  |
| Voile                  | 49er FX femmes                  | Alex Maloney Molly Meech | 51 pts        | 18 août |
| Voile                  | 470 femmes                      | Jo Aleh Polly Powrie | 54 pts        | 18 août |

| Sport                   | Discipline               | Athlète(s)      | Performance    | Date    |
| Médailles de bronze : 5 |                          |                 |                |         |
| Athlétisme              | Lancer du poids masculin | Tomas Walsh     | 21,36 mètres   | 18 août |
| Athlétisme              | Saut à la perche féminin | Eliza McCartney | 4,80 mètres    | 19 août |
| Athlétisme              | 1 500 mètres masculin    | Nick Willis     | 3 min 50 s 24  | 20 août |
| Canoë-kayak             | K1 500 mètres femmes     | Lisa Carrington | 1 min 54 s 372 | 18 août |
| Voile                   | Laser standard hommes    | Sam Meech       | 85 pts         | 16 août |

| Sport              |   |   |   | Total |
| Aviron             | 2 | 1 | 0 | 3     |
| Voile              | 1 | 2 | 1 | 4     |
| Canoë-kayak        | 1 | 1 | 1 | 3     |
| Athlétisme         | 0 | 1 | 3 | 4     |
| Cyclisme sur piste | 0 | 1 | 0 | 1     |
| Golf               | 0 | 1 | 0 | 1     |
| Rugby à sept       | 0 | 1 | 0 | 1     |
| Tir                | 0 | 1 | 0 | 1     |
| Total              | 4 | 9 | 5 | 18    |

| Jour    |   |   |   | Total |
| 6 août  | 0 | 0 | 0 | 0     |
| 7 août  | 0 | 1 | 0 | 1     |
| 8 août  | 0 | 1 | 0 | 1     |
| 9 août  | 0 | 0 | 0 | 0     |
| 10 août | 0 | 0 | 0 | 0     |
| 11 août | 1 | 2 | 0 | 3     |
| 12 août | 0 | 2 | 0 | 2     |
| 13 août | 1 | 0 | 0 | 1     |
| 14 août | 0 | 0 | 0 | 0     |
| 15 août | 0 | 0 | 0 | 0     |
| 16 août | 1 | 0 | 1 | 2     |
| 17 août | 0 | 0 | 0 | 0     |
| 18 août | 1 | 2 | 2 | 5     |
| 19 août | 0 | 0 | 1 | 1     |
| 20 août | 0 | 1 | 1 | 2     |
| 21 août | 0 | 0 | 0 | 0     |

## Athlétisme
Hommes
Courses
| Athlète         | Épreuve      | Séries        | Séries    | Demi-finales  | Demi-finales | Finale          | Finale       |
| Athlète         | Épreuve      | Temps         | Rang      | Temps         | Rang         | Temps           | Rang         |
| --------------- | ------------ | ------------- | --------- | ------------- | ------------ | --------------- | ------------ |
| Hamish Carson   | 1 500 m      | 3 min 48 s 18 | 8e        | Non qualifié  | Non qualifié | Non qualifié    | Non qualifié |
| Julian Matthews | 1 500 m      | 3 min 40 s 40 | 9e        | Non qualifié  | Non qualifié | Non qualifié    | Non qualifié |
| Quentin Rew     | 20 km marche | Non couru     | Non couru | Non couru     | Non couru    | Disqualifié     | Disqualifié  |
| Quentin Rew     | 50 km marche | Non couru     | Non couru | Non couru     | Non couru    | 3 h 49 min 32 s | 12e          |
| Zane Robertson  | 10 000 m     | Non couru     | Non couru | Non couru     | Non couru    | 7 min 33 s 67   | 12e          |
| Nick Willis     | 1 500 m      | 3 min 38 s 55 | 6e        | 3 min 39 s 96 | 3e           | 3 min 50 s 24   | 3e           |

Concours
| Athlète         | Épreuve           | Qualifications | Qualifications | Finale       | Finale       |
| Athlète         | Épreuve           | Performance    | Rang           | Performance  | Rang         |
| --------------- | ----------------- | -------------- | -------------- | ------------ | ------------ |
| Stuart Farquhar | Lancer du javelot | 77,32 m        | 29e            | Non qualifié | Non qualifié |
| Jacko Gill      | Lancer du poids   | 20,80 m        | 4e             | 20,50 m      | 9e           |
| Tomas Walsh     | Lancer du poids   | 21,03 m        | 2e             | 21,36 m      | 3e           |

Femmes
Courses
| Athlète       | Épreuve      | Séries         | Séries    | Demi-finales  | Demi-finales  | Finale          | Finale        |
| Athlète       | Épreuve      | Temps          | Rang      | Temps         | Rang          | Temps           | Rang          |
| ------------- | ------------ | -------------- | --------- | ------------- | ------------- | --------------- | ------------- |
| Alana Barber  | 20 km marche | Non couru      | Non couru | Non couru     | Non couru     | 1 h 35 min 55 s | 35e           |
| Nikki Hamblin | 1 500 m      | 4 min 11 s 88  | 13e       | Non qualifiée | Non qualifiée | Non qualifiée   | Non qualifiée |
| Nikki Hamblin | 5 000 m      | 16 min 43 s 61 | 15e       | Non couru     | Non couru     | 16 min 14 s 24  | 17e           |
| Lucy Olver    | 5 000 m      | 15 min 53 s 77 | 14e       | Non qualifiée | Non qualifiée | Non qualifiée   | Non qualifiée |
| Angela Petty  | 800 m        | 2 min 02 s 40  | 4e        | Non qualifiée | Non qualifiée | Non qualifiée   | Non qualifiée |

Concours
| Athlète         | Épreuve          | Qualifications | Qualifications | Finale      | Finale |
| Athlète         | Épreuve          | Performance    | Rang           | Performance | Rang   |
| --------------- | ---------------- | -------------- | -------------- | ----------- | ------ |
| Eliza McCartney | Saut à la perche | 4,60 m         | 5e             | 4,80 m      | 3e     |
| Valerie Adams   | Lancer du poids  | 19,74 m        | 1re            | 20,42 m     | 2e     |

## Aviron
Légende: FA = finale A (médaille) ; FB = finale B (pas de médaille) ; FC = finale C (pas de médaille) ; FD = finale D (pas de médaille) ; FE = finale E (pas de médaille) ; FF = finale F (pas de médaille) ; SA/B = demi-finales A/B ; SC/D = demi-finales C/D ; SE/F = demi-finales E/F ; QF = quarts de finale; R= repêchage
Hommes
| Athlète | Compétition                      | Séries        | Séries   | Repêchage     | Repêchage | Quarts de finale | Quarts de finale | Demi-finales  | Demi-finales | Finale        | Finale |
| Athlète | Compétition                      | Temps         | Rang     | Temps         | Rang      | Temps            | Rang             | Temps         | Rang         | Temps         | Rang   |
| --- | -------------------------------- | ------------- | -------- | ------------- | --------- | ---------------- | ---------------- | ------------- | ------------ | ------------- | ------ |
| Mahé Drysdale | Skiff                            | 7 min 04 s 45 | 1er QF   | Exempt        | Exempt    | 6 min 46 s 51    | 1er SA/B         | 7 min 03 s 70 | 2e FA        | 6 min 41 s 34 | 1er    |
| Hamish Bond Eric Murray | Deux sans barreur                | 6 min 41 s 75 | 1er SA/B | Exempt        | Exempt    | Non couru        | Non couru        | 6 min 23 s 36 | 1er FA       | 6 min 59 s 71 | 1er    |
| Chris Harris Robbie Manson | Deux de couple                   | 6 min 40 s 35 | 1er SA/B | Exempt        | Exempt    | Non couru        | Non couru        | 6 min 17 s 01 | 4e FB        | 7 min 06 s 80 | 11e    |
| Alistair Bond James Hunter James Lassche Peter Taylor                                                                                | Quatre sans barreur poids légers | 6 min 03 s 34 | 1er SA/B | Exempt        | Exempt    | Non couru        | Non couru        | 6 min 08 s 96 | 3e FA        | 6 min 28 s 14 | 5e     |
| George Bridgewater Nathan Flannery John Storey Jade Uru                                                                              | Quatre de couple                 | 5 min 59 s 13 | 4e R     | 5 min 58 s 92 | 6e FB     | Non couru        | Non couru        | Non couru     | Non couru    | 6 min 18 s 92 | 10e    |
| Michael Brake Isaac Grainger Stephen Jones Alex Kennedy Shaun Kirkham Tom Murray Brook Robertson Joe Wright Caleb Shepherd (barreur) | Huit                             | 5 min 36 s 28 | 3e R     | 5 min 56 s 94 | 3e FA     | Non couru        | Non couru        | Non couru     | Non couru    | 5 min 36 s 64 | 6e     |

Femmes
| Athlète | Compétition                 | Séries        | Séries   | Repêchage     | Repêchage | Quarts de finale | Quarts de finale | Demi-finales  | Demi-finales | Finale        | Finale |
| Athlète | Compétition                 | Temps         | Rang     | Temps         | Rang      | Temps            | Rang             | Temps         | Rang         | Temps         | Rang   |
| --- | --------------------------- | ------------- | -------- | ------------- | --------- | ---------------- | ---------------- | ------------- | ------------ | ------------- | ------ |
| Emma Twigg | Skiff                       | 8 min 17 s 02 | 1 QF     | Exempt        | Exempt    | 7 min 31 s 79    | 1re SA/B         | 7 min 48 s 20 | 2e FA        | 7 min 24 s 48 | 4e     |
| Genevieve Behrent Rebecca Scown | Deux sans barreur           | 7 min 09.23   | 1re SA/B | Exempt        | Exempt    | Non couru        | Non couru        | 7 min 29 s 67 | 2e FA        | 7 min 19 s 53 | 2e     |
| Eve MacFarlane Zoe Stevenson | Deux de couple              | 7 min 14 s 31 | 1re SA/B | Exempt        | Exempt    | Non couru        | Non couru        | 6 min 52 s 97 | 4e FB        | 7 min 50 s 74 | 12e    |
| Julia Edward Sophie Mackenzie | Deux de couple poids légers | 7 min 02 s 01 | 2e SA/B  | Exempt        | Exempt    | Non couru        | Non couru        | 7 min 19 s 27 | 2e FA        | 7 min 10 s 61 | 4e     |
| Genevieve Behrent Kelsey Bevan Emma Dyke Kerri Gowler Kayla Pratt Grace Prendergast Rebecca Scown Ruby Tew Francie Turner (barreur) | Huit                        | 6 min 12 s 05 | 2e R     | 6 min 34 s 90 | 3e FA     | Non couru        | Non couru        | Non couru     | Non couru    | 6 min 05 s 48 | 4e     |

## Canoë-kayak

### Slalom
|                | Compétition | Éliminatoires | Éliminatoires | Éliminatoires | Éliminatoires | Éliminatoires | Éliminatoires | Demi-finales | Demi-finales | Finale   | Finale |
| Course 1       | Compétition | Rang          | Course 2      | Rang          | Total         | Rang          | Résultat      | Rang         | Résultat     | Rang     |        |
| -------------- | ----------- | ------------- | ------------- | ------------- | ------------- | ------------- | ------------- | ------------ | ------------ | -------- | ------ |
| Michael Dawson | K1 hommes   | 88 s 91       | 4e            | 90 s 86       | 10e           | 88 s 91       | 8e            | 91 s 47      | 5e           | 93 s 07  | 10e    |
| Luuka Jones    | K1 femmes   | 100 s 59      | 2e            | 101 s 96      | 3e            | 100 s 59      | 4e            | 108 s 05     | 7e           | 101 s 82 | 2e     |

### Course en ligne
Hommes
| Athlète        | Compétition  | Séries        | Séries | Demi-finales | Demi-finales | Finale       | Finale       |
| Athlète        | Compétition  | Temps         | Rang   | Temps        | Rang         | Temps        | Rang         |
| -------------- | ------------ | ------------- | ------ | ------------ | ------------ | ------------ | ------------ |
| Marty McDowell | K1 – 1 000 m | 3 min 39 s 58 | 20e    | Non qualifié | Non qualifié | Non qualifié | Non qualifié |

Femmes
| Athlète                                             | Compétition | Séries         | Séries | Demi-finales   | Demi-finales | Finale         | Finale |
| Athlète                                             | Compétition | Temps          | Rang   | Temps          | Rang         | Temps          | Rang   |
| --------------------------------------------------- | ----------- | -------------- | ------ | -------------- | ------------ | -------------- | ------ |
| Lisa Carrington                                     | K1 – 200 m  | 40 s 422       | 3e     | 39 s 561       | 1re          | 39 s 864       | 1re    |
| Lisa Carrington                                     | K1 – 500 m  | 1 min 54 s 765 | 4e     | 1 min 56 s 155 | 2e           | 1 min 54 s 372 | 3e     |
| Aimee Fisher Kayla Imrie Jaimee Lovett Caitlin Ryan | K4 – 500 m  | 1 min 33 s 782 | 6e     | 1 min 34 s 778 | 2e           | 1 min 38 s 198 | 5e     |

## Cyclisme

### Cyclisme sur route
| Athlète         | Compétition             | Temps           | Rang    |
| --------------- | ----------------------- | --------------- | ------- |
| Zac Williams    | Course en ligne hommes  | Abandon         | Abandon |
| George Bennett  | Course en ligne hommes  | 6 h 21 min 54 s | 33e     |
| Linda Villumsen | Course en ligne femmes  | 3 h 56 min 34 s | 23e     |
| Linda Villumsen | Contre-la-montre femmes | 44 min 54 s 71  | 6e      |

### Cyclisme sur piste
Vitesse
| Athlète                                  | Compétition                 | Qualification   | Qualification | 1er tour                        | Repêchages 1             | 2e tour                      | Repêchages 2                     | Quarts de finale         | Demi-finales                      | Finale                                                | Finale    |
| Athlète                                  | Compétition                 | Temps Vitesse   | Rang          | Adversaire Temps Vitesse        | Adversaire Temps Vitesse | Adversaire Temps Vitesse     | Adversaire Temps Vitesse         | Adversaire Temps Vitesse | Adversaire Temps Vitesse          | Adversaire Temps Vitesse                              | Rang      |
| ---------------------------------------- | --------------------------- | --------------- | ------------- | ------------------------------- | ------------------------ | ---------------------------- | -------------------------------- | ------------------------ | --------------------------------- | ----------------------------------------------------- | --------- |
| Eddie Dawkins                            | Vitesse individuelle hommes | 9 s 895 72,764  | 10e           | battu par Webster +0 s 150      | battu par Levy + 0 s 024 | Éliminé                      | Éliminé                          | Éliminé                  | Éliminé                           | Éliminé                                               | Éliminé   |
| Sam Webster                              | Vitesse individuelle hommes | 9 s 880 72,874  | 9e            | bat par Dawkins 10 s 159 70,873 | Exempt                   | battu par Dmitriev + 0 s 142 | battu par Xu + 0 s 048           | Éliminé                  | Éliminé                           | 9e place : battu par Levy, Puerta et Hoogland         | 12e       |
| Eddie Dawkins Ethan Mitchell Sam Webster | Vitesse par équipes hommes  | 42 s 673 63,271 | 2e            | Non couru                       | Non couru                | Non couru                    | Non couru                        | Non couru                | battent Allemagne 42 s 535 63,477 | battus par Grande-Bretagne 42 s 542 63,466            | 2e        |
| Natasha Hansen                           | Vitesse individuelle femmes | 10 s 871 66,231 | 7e            | bat O'Brien 11 s 400 63,157     | Exempte                  | battue par Vogel + 0 s 092   | battue par Krupeckaitė + 0 s 150 | Éliminée                 | Éliminée                          | 9e place : bat Meares, Welte et Cueff 11 s 852 61,042 | 9e        |
| Olivia Podmore                           | Vitesse individuelle femmes | 11 s 315 63,632 | 23e           | Éliminée                        | Éliminée                 | Éliminée                     | Éliminée                         | Éliminée                 | Éliminée                          | Éliminée                                              | Éliminée  |
| Olivia Podmore Natasha Hansen            | Vitesse par équipes femmes  | 34 s 346 52,407 | 9e            | Non couru                       | Non couru                | Non couru                    | Non couru                        | Non couru                | Éliminées                         | Éliminées                                             | Éliminées |

Keirin
| Athlète        | Compétition   | 1er tour | Repêchage | 2e tour  | Finale   |
| Athlète        | Compétition   | Rang     | Rang      | Rang     | Rang     |
| -------------- | ------------- | -------- | --------- | -------- | -------- |
| Eddie Dawkins  | Keirin hommes | 4e       | 3e        | Éliminé  | Éliminé  |
| Sam Webster    | Keirin hommes | 1er      | Exempt    | 6e       | 7e       |
| Natasha Hansen | Keirin femmes | 3e       | 5e        | Éliminée | Éliminée |
| Olivia Podmore | Keirin femmes | Abandon  | 5e        | Éliminée | Éliminée |

Poursuite
| Athlète                                                                     | Compétition                  | Qualification  | Qualification | Demi-finales                   | Demi-finales | Finale                  | Finale |
| Athlète                                                                     | Compétition                  | Temps          | Rang          | Adversaire Résultat            | Rang         | Adversaire Résultat     | Rang   |
| --------------------------------------------------------------------------- | ---------------------------- | -------------- | ------------- | ------------------------------ | ------------ | ----------------------- | ------ |
| Pieter Bulling Aaron Gate Regan Gough Dylan Kennett Hayden Roulston         | Poursuite par équipes hommes | 3 min 55 s 977 | 4e            | Grande-Bretagne 3 min 55 s 654 | 4e           | Danemark 3 min 56 s 753 | 4e     |
| Rushlee Buchanan Lauren Ellis Jaime Nielsen Racquel Sheath Georgia Williams | Poursuite par équipes femmes | 4 min 20 s 061 | 5e            | Pologne 4 min 17 s 592         | 4e           | Canada 4 min 18 s 459   | 4e     |

Omnium
| Athlète       | Compétition   | Scratch | Poursuite      | Poursuite | Élimination | Contre-la-montre | Contre-la-montre | Tour lancé | Tour lancé | Course aux points | Course aux points | Total | Rang |
| Athlète       | Compétition   | Rang    | Temps          | Rang      | Rang        | Temps            | Rang             | Temps      | Rang       | Points            | Rang              | Total | Rang |
| ------------- | ------------- | ------- | -------------- | --------- | ----------- | ---------------- | ---------------- | ---------- | ---------- | ----------------- | ----------------- | ----- | ---- |
| Dylan Kennett | Omnium hommes | 5e      | 4 min 20 s 180 | 6e        | 17e         | 1 min 00 s 923   | 1er              | 12 s 506   | 1er        | -7                | 15e               | 143   | 8e   |
| Lauren Ellis  | Omnium femmes | 5e      | 3 min 33 s 221 | 6e        | 11e         | 36 s 427         | 11e              | 14 s 574   | 14e        | 73                | 2e                | 189   | 4e   |

### VTT
| Athlète     | Compétition              | Temps     | Rang |
| ----------- | ------------------------ | --------- | ---- |
| Samuel Gaze | Cross-country VTT hommes | à un tour | 37e  |

### BMX
| Athlète     | Compétition | Qualifications | Qualifications | Quarts de finale | Quarts de finale | Demi-finales | Demi-finales | Finale   | Finale  |
| Athlète     | Compétition | Résultat       | Rang           | Points           | Rang             | Points       | Rang         | Résultat | Rang    |
| ----------- | ----------- | -------------- | -------------- | ---------------- | ---------------- | ------------ | ------------ | -------- | ------- |
| Trent Jones | BMX hommes  | 36 s 331       | 25e            | 7                | 2e               | 17           | 7e           | Éliminé  | Éliminé |

## Équitation

### Concours complet
| Athlète                                            | Cheval             | Compétition | Dressage  | Dressage | Cross-country | Cross-country | Cross-country | Saut d'obstacles | Saut d'obstacles | Saut d'obstacles | Saut d'obstacles | Total        | Total        |
| Athlète                                            | Cheval             | Compétition | Dressage  | Dressage | Cross-country | Cross-country | Cross-country | Qualification    | Qualification    | Qualification    | Finale           | Total        | Total        |
| Athlète                                            | Cheval             | Compétition | Pénalités | Rang     | Pénalités     | Total         | Rang          | Pénalités        | Total            | Rang             | Pénalités        | Pénalités    | Rang         |
| -------------------------------------------------- | ------------------ | ----------- | --------- | -------- | ------------- | ------------- | ------------- | ---------------- | ---------------- | ---------------- | ---------------- | ------------ | ------------ |
| Clarke Johnstone                                   | Balmoral Sensation | Individuel  | 46,50     | 23e      | 4,80          | 51,30         | 7e            | 0,00             | 51,30            | 5e               | 8,00             | 59,30        | 6e           |
| Jonelle Price                                      | Faerie Dianimo     | Individuel  | 49,50     | 43e      | 8,00          | 57,50         | 13e           | 8,00             | 65,50            | 15e              | 8,00             | 73,50        | 17e          |
| Tim Price                                          | Ringwood Sky Boy   | Individuel  | 47,00     | 29e      | Éliminé       | Éliminé       | Éliminé       | Non qualifié     | Non qualifié     | Non qualifié     | Non qualifié     | Non qualifié | Non qualifié |
| Mark Todd                                          | Leonidas II        | Individuel  | 44,00     | 17e      | 2,00          | 46,00         | 4e            | 16,00            | 62,00            | 11e              | 0,00             | 62,00        | 7e           |
| Clarke Johnstone Jonelle Price Tim Price Mark Todd | voir ci-dessus     | Par équipes | 137,50    | 6e       | 17,30         | 154,80        | 2e            | 24,00            | 178,80           | 4e               | Non couru        | 178,80       | 4e           |

### Dressage
| Athlète        | Cheval       | Compétition | Grand Prix | Grand Prix | Grand prix spécial | Grand prix spécial | Grand prix spécial | Grand prix libre | Grand prix libre | Grand prix libre | Total    | Total    |
| Athlète        | Cheval       | Compétition | Score      | Rang       | Score              | Total              | Rang               | Score            | Total            | Rang             | Score    | Rang     |
| -------------- | ------------ | ----------- | ---------- | ---------- | ------------------ | ------------------ | ------------------ | ---------------- | ---------------- | ---------------- | -------- | -------- |
| Julie Brougham | Vom Feinsten | Individuel  | 68,543     | 44e        | Éliminée           | Éliminée           | Éliminée           | Éliminée         | Éliminée         | Éliminée         | Éliminée | Éliminée |

## Football

### Tournoi féminin
L'équipe de Nouvelle-Zélande féminine de football gagne sa place pour les Jeux lors du tournoi qualificatif de la Confédération du football d'Océanie.

#### Premier tour
| Match 5                       | États-Unis | 2 - 0   | Nouvelle-Zélande | | |
| 3 août 2016 19h00 (UTC−03:00) | Carli Lloyd 9e · Alex Morgan 46e | (1 - 0) | | Mineirão, Belo Horizonte Spectateurs : 10 059 Arbitrage : Kateryna Monzul Arbitres assistants : Nataliya Rachynska Sanja Rođak-Karšić Quatrième arbitre : María Carvajal | Mineirão, Belo Horizonte Spectateurs : 10 059 Arbitrage : Kateryna Monzul Arbitres assistants : Nataliya Rachynska Sanja Rođak-Karšić Quatrième arbitre : María Carvajal |
| 3 août 2016 19h00 (UTC−03:00) | Rapport |         | | Mineirão, Belo Horizonte Spectateurs : 10 059 Arbitrage : Kateryna Monzul Arbitres assistants : Nataliya Rachynska Sanja Rođak-Karšić Quatrième arbitre : María Carvajal | Mineirão, Belo Horizonte Spectateurs : 10 059 Arbitrage : Kateryna Monzul Arbitres assistants : Nataliya Rachynska Sanja Rođak-Karšić Quatrième arbitre : María Carvajal |
| 3 août 2016 19h00 (UTC−03:00) | Solo () · Pugh ( 51e Dunn) · Long · Sauerbrunn · O'Hara · Klingenberg · Johnston · Lloyd · Morgan ( 81e Press) · Brian ( 64e Horan) · Heath | Équipes | Nayler () · Percival 64e · Duncan ( 71e Yallop) · Erceg · Stott · Riley 30e · Hearn · Hassett 18e · Bowen ( 60e Gregorius) · Longo · Wilkinson ( 83e Pereira) | Mineirão, Belo Horizonte Spectateurs : 10 059 Arbitrage : Kateryna Monzul Arbitres assistants : Nataliya Rachynska Sanja Rođak-Karšić Quatrième arbitre : María Carvajal | Mineirão, Belo Horizonte Spectateurs : 10 059 Arbitrage : Kateryna Monzul Arbitres assistants : Nataliya Rachynska Sanja Rođak-Karšić Quatrième arbitre : María Carvajal |

| Match 11                      | Colombie | 0 - 1   | Nouvelle-Zélande | | |
| 6 août 2016 20h00 (UTC−03:00) | | (0 - 1) | 31e Amber Hearn | Mineirão, Belo Horizonte Spectateurs : 8 505 Arbitrage : Gladys Lengwe Arbitres assistants : Bernadettar Kwimbira Souad Oulhaj Quatrième arbitre : Melissa Borjas | Mineirão, Belo Horizonte Spectateurs : 8 505 Arbitrage : Gladys Lengwe Arbitres assistants : Bernadettar Kwimbira Souad Oulhaj Quatrième arbitre : Melissa Borjas |
| 6 août 2016 20h00 (UTC−03:00) | Rapport |         | | Mineirão, Belo Horizonte Spectateurs : 8 505 Arbitrage : Gladys Lengwe Arbitres assistants : Bernadettar Kwimbira Souad Oulhaj Quatrième arbitre : Melissa Borjas | Mineirão, Belo Horizonte Spectateurs : 8 505 Arbitrage : Gladys Lengwe Arbitres assistants : Bernadettar Kwimbira Souad Oulhaj Quatrième arbitre : Melissa Borjas |
| 6 août 2016 20h00 (UTC−03:00) | Sepúlveda () · Gaitán · Ospina ( 79e Vidal) · Salazar 21e ( 89e Regnier) · Velásquez · Santos · Usme · Clavijo · N. Arias · Andrade ( 73e Ariza) · C. Arias | Équipes | Nayler () · Percival · Duncan 45e · Erceg 88e · Stott · Riley · Hearn · Gregorius ( 57e Bowen) · Hassett · Longo · Wilkinson 26e ( 62e White 90e Moore) | Mineirão, Belo Horizonte Spectateurs : 8 505 Arbitrage : Gladys Lengwe Arbitres assistants : Bernadettar Kwimbira Souad Oulhaj Quatrième arbitre : Melissa Borjas | Mineirão, Belo Horizonte Spectateurs : 8 505 Arbitrage : Gladys Lengwe Arbitres assistants : Bernadettar Kwimbira Souad Oulhaj Quatrième arbitre : Melissa Borjas |

| Match 16                      | Nouvelle-Zélande | 0 - 3   | France                                                |                                             |                                             |
| 9 août 2016 19h00 (UTC−03:00) |                  | (0 - 1) | 38e Eugénie Le Sommer · 63e 90+1e (pen.) Louisa Necib | Itaipava Arena Fonte Nova, Salvador (Bahia) | Itaipava Arena Fonte Nova, Salvador (Bahia) |

| Rang | Équipe           | Pts | J | G | N | P | Bp | Bc | Diff |
| ---- | ---------------- | --- | - | - | - | - | -- | -- | ---- |
| 1    | États-Unis       | 7   | 3 | 2 | 1 | 0 | 5  | 2  | +3   |
| 2    | France           | 6   | 3 | 2 | 0 | 1 | 7  | 1  | +6   |
| 3    | Nouvelle-Zélande | 3   | 3 | 1 | 0 | 2 | 1  | 5  | -4   |
| 4    | Colombie         | 1   | 3 | 0 | 1 | 2 | 2  | 7  | -5   |

     Équipes qualifiées ; Pts = points ; J = joués ; G = gagnés ; N = nuls ; P = perdus ;

Bp = buts pour ; Bc = buts contre ; Diff = différence de buts.
| Rang | Équipe           | Pts | J | G | N | P | Bp | Bc | Diff |
| ---- | ---------------- | --- | - | - | - | - | -- | -- | ---- |
| 1    | Australie        | 4   | 3 | 1 | 1 | 1 | 8  | 5  | +3   |
| 2    | Suède            | 4   | 3 | 1 | 1 | 1 | 2  | 5  | -3   |
| 3    | Nouvelle-Zélande | 3   | 3 | 1 | 0 | 2 | 1  | 5  | -4   |

L'équipe de Nouvelle-Zélande est éliminée à l'issue du premier tour.

## Golf
Tournoi masculin
| Athlète   | Compétition | Jour 1 | Jour 2 | Jour 3 | Jour 4 | Total | Total | Total |
| Athlète   | Compétition | score  | score  | score  | score  | score | par   | rang  |
| --------- | ----------- | ------ | ------ | ------ | ------ | ----- | ----- | ----- |
| Ryan Fox  | Hommes      | 70     | 73     | 74     | 68     | 285   | 1     | 39e   |
| Danny Lee | Hommes      | 72     | 65     | 76     | 69     | 282   | -2    | 27e   |
| Lydia Ko  | Femmes      | 69     | 70     | 65     | 69     | 273   | -11   | 2e    |

## Gymnastique

### Artistique
Hommes
| Athlète          | Compétition | Qualifications | Qualifications | Qualifications | Qualifications | Qualifications    | Qualifications | Qualifications | Qualifications | Finale       | Finale         | Finale       | Finale       | Finale            | Finale       | Finale       | Finale       |
| Athlète          | Compétition | Appareil       | Appareil       | Appareil       | Appareil       | Appareil          | Appareil       | Total          | Rang           | Appareil     | Appareil       | Appareil     | Appareil     | Appareil          | Appareil     | Total        | Rang         |
| Athlète          | Compétition | Sol            | Cheval d'arçon | Anneaux        | Saut           | Barres parallèles | Barre fixe     | Total          | Rang           | Sol          | Cheval d'arçon | Anneaux      | Saut         | Barres parallèles | Barre fixe   | Total        | Rang         |
| ---------------- | ----------- | -------------- | -------------- | -------------- | -------------- | ----------------- | -------------- | -------------- | -------------- | ------------ | -------------- | ------------ | ------------ | ----------------- | ------------ | ------------ | ------------ |
| Mikhail Koudinov | Individuel  | 13,200         | 12,600         | 13,433         | 13,799         | 14,700            | 12,833         | 80,899         | 45e            | Non qualifié | Non qualifié   | Non qualifié | Non qualifié | Non qualifié      | Non qualifié | Non qualifié | Non qualifié |

Femmes
| Athlète           | Compétition | Qualifications | Qualifications | Qualifications      | Qualifications | Qualifications | Qualifications | Finale        | Finale        | Finale              | Finale        | Finale        | Finale        |
| Athlète           | Compétition | Appareil       | Appareil       | Appareil            | Appareil       | Total          | Rang           | Appareil      | Appareil      | Appareil            | Appareil      | Total         | Rang          |
| Athlète           | Compétition | Sol            | Saut           | Barres asymétriques | Poutre         | Total          | Rang           | Sol           | Saut          | Barres asymétriques | Poutre        | Total         | Rang          |
| ----------------- | ----------- | -------------- | -------------- | ------------------- | -------------- | -------------- | -------------- | ------------- | ------------- | ------------------- | ------------- | ------------- | ------------- |
| Courtney McGregor | Individuel  | 14,333         | 12,433         | 13,000              | 13,066         | 53,165         | 41e            | Non qualifiée | Non qualifiée | Non qualifiée       | Non qualifiée | Non qualifiée | Non qualifiée |

### Trampoline
| Athlète       | Compétition | Qualifications | Qualifications | Finale | Finale |
| Athlète       | Compétition | Score          | Rang           | Score  | Rang   |
| ------------- | ----------- | -------------- | -------------- | ------ | ------ |
| Dylan Schmidt | Hommes      | 107,660        | 8e             | 57,170 | 7e     |

## Haltérophilie
| Athlète          | Compétition   | Arraché  | Arraché | Épaulé-jeté | Épaulé-jeté | Total | Rang |
| Athlète          | Compétition   | Résultat | Rang    | Résultat    | Rang        | Total | Rang |
| ---------------- | ------------- | -------- | ------- | ----------- | ----------- | ----- | ---- |
| Richie Patterson | -85 kg hommes | 149      | 17e     | 181         | 16e         | 330   | 16e  |
| Tracey Lambrechs | +75 kg femmes | 98       | 15e     | 133         | 13e         | 231   | 13e  |

## Hockey sur gazon

### Tournoi masculin
L'équipe de Nouvelle-Zélande de hockey sur gazon gagne sa place pour les Jeux via la Ligue mondiale de hockey sur gazon masculin 2014-2015.

#### Effectif
Entraîneur : Colin Batch
1. James Coughlan
2. Simon Child
3. Blair Hilton
4. Ryan Archibald
5. Bradley Shaw
6. Nic Woods
7. Devon Manchester (Gardien de but)
8. Kane Russell
9. Blair Tarrant
10. Shay Neal
11. Arun Panchia
12. Shea McAleese
13. Stephen Jenness
14. Hugo Inglis
15. Hayden Phillips
16. Nick Wilson

Réservistes :
- Marcus Child
- Nick Haig

#### Premier tour
| 6 août 2016       | Australie                              | 2 - 1   | Nouvelle-Zélande | Centre olympique de hockey                        |                                                   |
| 13h30 (UTC−03:00) | Chris CIRIELLO 8e · Matthew GOHDES 23e | (2 - 0) | 31e Simon CHILD  | Arbitrage : Christian Blasch Germán Montes de Oca | Arbitrage : Christian Blasch Germán Montes de Oca |
| 13h30 (UTC−03:00) | Rapport                                |         |                  | Arbitrage : Christian Blasch Germán Montes de Oca | Arbitrage : Christian Blasch Germán Montes de Oca |

| 7 août 2016       | Grande-Bretagne                       | 2 - 2   | Nouvelle-Zélande                       | Centre olympique de hockey               |                                          |
| 17h00 (UTC−03:00) | David CONDON 2e · Barry MIDDLETON 25e | (2 - 2) | 14e Kane RUSSELL · 19e Hayden PHILLIPS | Arbitrage : Marcin Grochal Hong Zhen Lim | Arbitrage : Marcin Grochal Hong Zhen Lim |

| 9 août 2016       | Nouvelle-Zélande   | 2 - 3   | Espagne                                                 | Centre olympique de hockey                        |                                                   |
| 10h00 (UTC−03:00) | Simon CHILD 3, 30e | (2 - 2) | 1e Roc OLIVA · 10e Alex CASASAYAS · 60e Xavier LLEONART | Arbitrage : Christian Blasch Germán Montes de Oca | Arbitrage : Christian Blasch Germán Montes de Oca |

| 10 août 2016      | Nouvelle-Zélande | 9 - 0   | Brésil | Centre olympique de hockey              |                                         |
| 19h30 (UTC−03:00) | Nick WILSON 15, 19, 34, 41e · Shay NEAL 21e · Simon CHILD 26e · Kane RUSSELL 30e · Stephen JENNESS 45e · Nic WOODS 58e | (5 - 0) |        | Arbitrage : Javed Shaikh Coen van Bunge | Arbitrage : Javed Shaikh Coen van Bunge |

| 12 août 2016      | Belgique              | 1 - 3   | Nouvelle-Zélande                                    | Centre olympique de hockey                   |                                              |
| 18h00 (UTC−03:00) | Florent VAN AUBEL 58e | (0 - 0) | 31e Simon CHILD · 37e Nick WILSON · 52e Hugo INGLIS | Arbitrage : Germán Montes de Oca John Wright | Arbitrage : Germán Montes de Oca John Wright |

| Rang | Équipe           | Pts | J | G | N | P | Bp | Bc | Diff |
| ---- | ---------------- | --- | - | - | - | - | -- | -- | ---- |
| 1    | Belgique         | 12  | 5 | 4 | 0 | 1 | 21 | 5  | +16  |
| 2    | Espagne          | 10  | 5 | 3 | 1 | 1 | 13 | 6  | +7   |
| 3    | Australie        | 9   | 5 | 3 | 0 | 2 | 13 | 4  | +9   |
| 4    | Nouvelle-Zélande | 7   | 5 | 2 | 1 | 2 | 17 | 8  | +9   |
| 5    | Grande-Bretagne  | 5   | 5 | 1 | 2 | 2 | 14 | 10 | +4   |
| 6    | Brésil           | 0   | 5 | 0 | 0 | 5 | 1  | 46 | -45  |

#### Phase finale
Quart de finale
| 14 août 2016      | Allemagne                                 | 3 - 2   | Nouvelle-Zélande                    | Centre olympique de hockey                |                                           |
| 20h30 (UTC−03:00) | Moritz FURSTE 56, 60e · Florian FUCHS 60e | (0 - 1) | 18e Hugo INGLIS · 49e Shea MCALEESE | Arbitrage : Marcelo Servetto Murray Grime | Arbitrage : Marcelo Servetto Murray Grime |

### Tournoi féminin
L'équipe de Nouvelle-Zélande de hockey sur gazon féminin gagne sa place pour les Jeux via la Ligue mondiale de hockey sur gazon féminin 2014-2015.

#### Effectif
Entraîneur : Mark Hager
1. Kayla Whitelock
2. Olivia Merry
3. Petrea Webster
4. Sally Rutherford (Gardienne de but)
5. Brooke Neal
6. Samantha Charlton
7. Elizabeth Thompson
8. Sophie Cocks
9. Kirsten Pearce
10. Gemma Flynn
11. Charlotte Harrison
12. Rose Keddell
13. Kelsey Smith
14. Pippa Hayward
15. Stacey Michelsen
16. Anita McLaren

Réservistes :
- Amelia Gibson (Gardienne de but)
- Ella Gunson

#### Premier tour
| 7 août 2016       | Nouvelle-Zélande                                                                   | 4 - 1   | Corée du Sud   | Centre olympique de hockey, Rio de Janeiro |                                          |
| 10h00 (UTC−03:00) | Kirsten Pearce 10e · Charlotte Harrison 19e · Gemma Flynn 21e · Petrea Webster 34e | (3 - 0) | 55e Hyunji Kim | Arbitrage : Fanneke Alkemade Chieko Soma   | Arbitrage : Fanneke Alkemade Chieko Soma |
| 10h00 (UTC−03:00) | Rapport                                                                            |         |                | Arbitrage : Fanneke Alkemade Chieko Soma   | Arbitrage : Fanneke Alkemade Chieko Soma |

| 8 août 2016       | Nouvelle-Zélande   | 1 - 2   | Allemagne                                   | Centre olympique de hockey, Rio de Janeiro |                                           |
| 13h30 (UTC−03:00) | Petrea Webster 10e | (1 - 1) | 22e Pia-Sophie Oldhafer · 44e Anne Schröder | Arbitrage : Soledad Iparraguirre Lin Miao  | Arbitrage : Soledad Iparraguirre Lin Miao |
| 13h30 (UTC−03:00) | Rapport            |         |                                             | Arbitrage : Soledad Iparraguirre Lin Miao  | Arbitrage : Soledad Iparraguirre Lin Miao |

| 10 août 2016      | Espagne              | 1 - 2   | Nouvelle-Zélande     | Centre olympique de hockey, Rio de Janeiro |                                          |
| 10h00 (UTC−03:00) | Carlota Petchamé 60e | (0 - 1) | 22e 51e Kelsey Smith | Arbitrage : Irene Presenqui Elena Eskina   | Arbitrage : Irene Presenqui Elena Eskina |
| 10h00 (UTC−03:00) | Rapport              |         |                      | Arbitrage : Irene Presenqui Elena Eskina   | Arbitrage : Irene Presenqui Elena Eskina |

| 12 août 2016      | Nouvelle-Zélande    | 1 - 1   | Pays-Bas           | Centre olympique de hockey, Rio de Janeiro         |                                                    |
| 11h00 (UTC−03:00) | Kayla Whitelock 59e | (0 - 1) | 28e Maartje Paumen | Arbitrage : Carolina de la Fuente Michelle Joubert | Arbitrage : Carolina de la Fuente Michelle Joubert |

| 13 août 2016      | Chine | 0 - 3   | Nouvelle-Zélande                                       | Centre olympique de hockey, Rio de Janeiro |                                      |
| 20h30 (UTC−03:00) |       | (0 - 1) | 21e Olivia Merry · 41e Gemma Flynn · 42e Anita McLaren | Arbitrage : Amy Baxter Kylie Seymour       | Arbitrage : Amy Baxter Kylie Seymour |

Classement
| Rang | Équipe           | Pts | J | G | N | P | Bp | Bc | Diff |
| ---- | ---------------- | --- | - | - | - | - | -- | -- | ---- |
| 1    | Pays-Bas         | 13  | 5 | 4 | 1 | 0 | 13 | 1  | +12  |
| 2    | Nouvelle-Zélande | 10  | 5 | 3 | 1 | 1 | 11 | 5  | +6   |
| 3    | Allemagne        | 7   | 5 | 2 | 1 | 2 | 6  | 6  | 0    |
| 4    | Espagne          | 6   | 5 | 2 | 0 | 3 | 6  | 12 | -6   |
| 5    | Chine            | 5   | 5 | 1 | 2 | 2 | 3  | 5  | -2   |
| 6    | Corée du Sud     | 1   | 5 | 0 | 1 | 4 | 3  | 13 | -10  |

#### Phase finale
Tableau final
|  | Quarts de finale            | Quarts de finale            |                             |                             | Demi-finales                | Demi-finales                |   |  | Finale                      | Finale                      |
|  | Quarts de finale            | Quarts de finale            |                             |                             | Demi-finales                | Demi-finales                |   |  | Finale                      | Finale                      |
|  |                             |                             |                             |                             |                             |                             |   |  |                             |                             |
|  | 15 août à 20h30 (UTC−03:00) | 15 août à 20h30 (UTC−03:00) |                             |                             | 17 août à 12h00 (UTC−03:00) | 17 août à 12h00 (UTC−03:00) |   |  | 19 août à 17h00 (UTC−03:00) | 19 août à 17h00 (UTC−03:00) |
|  | 15 août à 20h30 (UTC−03:00) | 15 août à 20h30 (UTC−03:00) |                             |                             | 17 août à 12h00 (UTC−03:00) | 17 août à 12h00 (UTC−03:00) |   |  | 19 août à 17h00 (UTC−03:00) | 19 août à 17h00 (UTC−03:00) |
|  | Pays-Bas                    | 3                           |                             |                             | 17 août à 12h00 (UTC−03:00) | 17 août à 12h00 (UTC−03:00) |   |  | 19 août à 17h00 (UTC−03:00) | 19 août à 17h00 (UTC−03:00) |
|  | Pays-Bas                    | 3                           |                             |                             | 17 août à 12h00 (UTC−03:00) | 17 août à 12h00 (UTC−03:00) |   |  | 19 août à 17h00 (UTC−03:00) | 19 août à 17h00 (UTC−03:00) |
|  | Argentine                   | 2                           |                             |                             | 17 août à 12h00 (UTC−03:00) | 17 août à 12h00 (UTC−03:00) |   |  | 19 août à 17h00 (UTC−03:00) | 19 août à 17h00 (UTC−03:00) |
|  | Argentine                   | 2                           | Pays-Bas (t.a.b.)           | 1 (4)                       |                             |                             |   |  | 19 août à 17h00 (UTC−03:00) | 19 août à 17h00 (UTC−03:00) |
|  | 15 août à 12h30 (UTC−03:00) |                             | Pays-Bas (t.a.b.)           | 1 (4)                       |                             |                             |   |  | 19 août à 17h00 (UTC−03:00) | 19 août à 17h00 (UTC−03:00) |
|  |                             | Allemagne                   | 1 (3)                       |                             |                             |                             |   |  | 19 août à 17h00 (UTC−03:00) | 19 août à 17h00 (UTC−03:00) |
|  | États-Unis                  | Allemagne                   | 1 (3)                       | 1                           |                             |                             |   |  | 19 août à 17h00 (UTC−03:00) | 19 août à 17h00 (UTC−03:00) |
|  | États-Unis                  |                             |                             | 1                           |                             |                             |   |  | 19 août à 17h00 (UTC−03:00) | 19 août à 17h00 (UTC−03:00) |
|  | Allemagne                   | 2                           |                             |                             |                             |                             |   |  | 19 août à 17h00 (UTC−03:00) | 19 août à 17h00 (UTC−03:00) |
|  | Allemagne                   | 2                           | Pays-Bas                    | 3 (0)                       |                             |                             |   |  |                             |                             |
|  | 15 août à 10h00 (UTC−03:00) |                             | Pays-Bas                    | 3 (0)                       |                             |                             |   |  |                             |                             |
|  |                             | Grande-Bretagne (t.a.b.)    | 3 (2)                       |                             |                             |                             |   |  |                             |                             |
|  | Nouvelle-Zélande            | Grande-Bretagne (t.a.b.)    | 3 (2)                       | 4                           |                             |                             |   |  |                             |                             |
|  | Nouvelle-Zélande            | 17 août à 17h00 (UTC−03:00) |                             | 4                           |                             |                             |   |  |                             |                             |
|  | Australie                   | 2                           |                             |                             |                             |                             |   |  |                             |                             |
|  | Australie                   | 2                           | Nouvelle-Zélande            | 0                           |                             |                             |   |  |                             |                             |
|  | 15 août à 18h00 (UTC−03:00) | 15 août à 18h00 (UTC−03:00) | Nouvelle-Zélande            | 0                           | Match pour la 3e place      | Match pour la 3e place      |   |  |                             |                             |
|  | 15 août à 18h00 (UTC−03:00) | 15 août à 18h00 (UTC−03:00) |                             | Grande-Bretagne             | Match pour la 3e place      | Match pour la 3e place      | 3 |  |                             |                             |
|  | Grande-Bretagne             | 3                           | 19 août à 12h00 (UTC−03:00) | 19 août à 12h00 (UTC−03:00) |                             |                             | 3 |  |                             |                             |
|  | Grande-Bretagne             | 3                           | 19 août à 12h00 (UTC−03:00) | 19 août à 12h00 (UTC−03:00) |                             |                             |   |  |                             |                             |
|  | Espagne                     | 1                           |                             | Allemagne                   | 2                           |                             |   |  |                             |                             |
|  | Espagne                     | 1                           |                             | Allemagne                   | 2                           |                             |   |  |                             |                             |
|  |                             |                             |                             |                             |                             |                             |   |  | Nouvelle-Zélande            | 1                           |
|  |                             |                             |                             |                             |                             |                             |   |  | Nouvelle-Zélande            | 1                           |

Quart de finale
| 15 août 2016      | Nouvelle-Zélande                                                         | 4 - 2   | Australie                | Centre olympique de hockey, Rio de Janeiro |                                          |
| 10h00 (UTC−03:00) | Anita McLaren 7e · Kelsey Smith 24e · Gemma Flynn 39e · Olivia Merry 43e | (2 - 0) | 33e 59e Kathryn Slaterry | Arbitrage : Irene Presenqui Sarah Wilson   | Arbitrage : Irene Presenqui Sarah Wilson |

Demi-finale
| 17 août 2016      | Nouvelle-Zélande | 0 - 3   | Grande-Bretagne                                  | Centre olympique de hockey, Rio de Janeiro         |                                                    |
| 17h00 (UTC−03:00) |                  | (0 - 1) | 22e 52e Alex Danson · 48e Helen Richardson-Walsh | Arbitrage : Carolina de la Fuente Michelle Joubert | Arbitrage : Carolina de la Fuente Michelle Joubert |
| 17h00 (UTC−03:00) | Rapport          |         |                                                  | Arbitrage : Carolina de la Fuente Michelle Joubert | Arbitrage : Carolina de la Fuente Michelle Joubert |

Match pour la médaille de bronze
| 19 août 2016      | Allemagne                                    | 2 - 1 | Nouvelle-Zélande | Centre olympique de hockey, Rio de Janeiro |                                          |
| 12h00 (UTC−03:00) | Charlotte Stapenhorst 34e · Lisa Schütze 38e | (0-0) | 45e Olivia Merry | Arbitrage : Irene Presenqui Sarah Wilson   | Arbitrage : Irene Presenqui Sarah Wilson |
| 12h00 (UTC−03:00) | Rapport                                      |       |                  | Arbitrage : Irene Presenqui Sarah Wilson   | Arbitrage : Irene Presenqui Sarah Wilson |

## Judo
| Athlète        | Compétition    | 1er tour                | 2e tour                       | 3e tour             | Quart de finale     | Demi-finale         | Repêchage 1         | Repêchage 2         | Finale              | Rang     |
| Athlète        | Compétition    | Adversaire Résultat     | Adversaire Résultat           | Adversaire Résultat | Adversaire Résultat | Adversaire Résultat | Adversaire Résultat | Adversaire Résultat | Adversaire Résultat | Rang     |
| -------------- | -------------- | ----------------------- | ----------------------------- | ------------------- | ------------------- | ------------------- | ------------------- | ------------------- | ------------------- | -------- |
| Darcina Manuel | Moins de 57 kg | bat Zabludina 001 - 000 | battue par Monteiro 000 - 002 | Éliminée            | Éliminée            | Éliminée            | Éliminée            | Éliminée            | Éliminée            | Éliminée |

## Lutte
| Athlète      | Compétition    | Qualification        | Huitièmes de finale  | Quarts de finale     | Demi-finales         | Repêchage 1          | Repêchage 2          | Finale               | Finale               |
| Athlète      | Compétition    | Adversaire Résultat  | Adversaire Résultat  | Adversaire Résultat  | Adversaire Résultat  | Adversaire Résultat  | Adversaire Résultat  | Adversaire Résultat  | Rang                 |
| ------------ | -------------- | -------------------- | -------------------- | -------------------- | -------------------- | -------------------- | -------------------- | -------------------- | -------------------- |
| Craig Miller | Moins de 66 kg | Forfait sur blessure | Forfait sur blessure | Forfait sur blessure | Forfait sur blessure | Forfait sur blessure | Forfait sur blessure | Forfait sur blessure | Forfait sur blessure |

## Natation
| Athlète          | Épreuve            | Séries         | Séries    | Demi-finales  | Demi-finales | Finale            | Finale       |
| Athlète          | Épreuve            | Temps          | Rang      | Temps         | Rang         | Temps             | Rang         |
| ---------------- | ------------------ | -------------- | --------- | ------------- | ------------ | ----------------- | ------------ |
| Bradley Ashby    | 200 m papillon     | 2 min 01 s 22  | 29e       | Non qualifié  | Non qualifié | Non qualifié      | Non qualifié |
| Bradley Ashby    | 200 m 4 nages      | 1 min 59 s 77  | 16e       | 2 min 00 s 45 | 14e          | Non qualifié      | Non qualifié |
| Matthew Hutchins | 400 m nage libre   | 3 min 48 s 25  | 19e       | Non couru     | Non couru    | Non qualifié      | Non qualifié |
| Matthew Hutchins | 1 500 m nage libre | 15 min 32 s 60 | 38e       | Non couru     | Non couru    | Non qualifié      | Non qualifié |
| Coray Main       | 100 m dos          | 53 s 99        | 16e       | 54 s 29       | 15e          | Non qualifié      | Non qualifié |
| Coray Main       | 200 m dos          | 1 min 57 s 51  | 15e       | 1 min 58 s 08 | 14e          | Non qualifié      | Non qualifié |
| Glenn Snyders    | 100 m brasse       | 1 min 00 s 26  | 16e       | 1 min 00 s 50 | 15e          | Non qualifié      | Non qualifié |
| Glenn Snyders    | 200 m brasse       | 2 min 12 s 47  | 23e       | Non qualifié  | Non qualifié | Non qualifié      | Non qualifié |
| Matthew Stanley  | 100 m nage libre   | 50 s 14        | 42e       | Non qualifié  | Non qualifié | Non qualifié      | Non qualifié |
| Matthew Stanley  | 200 m nage libre   | 1 min 47 s 37  | 20e       | Non qualifié  | Non qualifié | Non qualifié      | Non qualifié |
| Kane Radford     | 10 km              | Non couru      | Non couru | Non couru     | Non couru    | 1 h 53 min 18 s 7 | 18e          |

| Athlète       | Épreuve          | Séries         | Séries | Demi-finales  | Demi-finales  | Finale        | Finale        |
| Athlète       | Épreuve          | Temps          | Rang   | Temps         | Rang          | Temps         | Rang          |
| ------------- | ---------------- | -------------- | ------ | ------------- | ------------- | ------------- | ------------- |
| Lauren Boyle  | 400 m nage libre | 4 min 07 s 90  | 14e    | Non couru     | Non couru     | Non qualifiée | Non qualifiée |
| Lauren Boyle  | 800 m nage libre | 8 min 25 s 84  | 9e     | Non couru     | Non couru     | Non qualifiée | Non qualifiée |
| Helena Gasson | 100 m papillon   | 59 s 82        | 32e    | Non qualifiée | Non qualifiée | Non qualifiée | Non qualifiée |
| Helena Gasson | 200 m papillon   | 2 min 112 s 18 | 25e    | Non qualifiée | Non qualifiée | Non qualifiée | Non qualifiée |
| Emma Robinson | 800 m nage libre | 8 min 33 s 73  | 16e    | Non couru     | Non couru     | Non qualifiée | Non qualifiée |

## Plongeon
| Athlète       | Compétition         | Éliminatoires | Éliminatoires | Demi-finale   | Demi-finale   | Finale        | Finale        |
| Athlète       | Compétition         | Points        | Rang          | Points        | Rang          | Points        | Rang          |
| ------------- | ------------------- | ------------- | ------------- | ------------- | ------------- | ------------- | ------------- |
| Elizabeth Cui | Tremplin à 3 mètres | 273,30        | 24e           | Non qualifiée | Non qualifiée | Non qualifiée | Non qualifiée |

## Rugby à sept

### Tournoi masculin
L'équipe de Nouvelle-Zélande de rugby à sept gagne sa place via les World Rugby Sevens Series 2014-2015.

#### Effectif
Sélection :
- Scott Curry
- Sam Dickson
- DJ Forbes
- Akira Ioane
- Rieko Ioane
- Gillies Kaka
- Tim Mikkelson
- Augustine Pulu
- Teddy Stanaway
- Regan Ware
- Joe Webber
- Sonny Bill Williams

Entraîneur principal : Gordon Tietjens

#### Phase de poules
| Rang | Pays             | J | V | N | D | Pm | Pe | Diff | Pts |
| ---- | ---------------- | - | - | - | - | -- | -- | ---- | --- |
| 1    | Grande-Bretagne  | 3 | 3 | 0 | 0 | 73 | 45 | +28  | 9   |
| 2    | Japon            | 3 | 2 | 0 | 1 | 64 | 40 | +24  | 7   |
| 3    | Nouvelle-Zélande | 3 | 1 | 0 | 2 | 59 | 40 | +19  | 5   |
| 4    | Kenya            | 3 | 0 | 0 | 3 | 19 | 90 | -71  | 3   |

|  | Qualifié pour les quarts de finale    |
|  | Qualifié pour le classement de 9 à 12 |

Le détail des rencontres de poule de l'équipe est le suivant :
| 9 août 2016 12 h 30 UTC-3 | Nouvelle-Zélande | 12 - 14 | Japon | stade de Deodoro, Rio de Janeiro |
| 9 août 2016 12 h 30 UTC-3 |                  |         |       | stade de Deodoro, Rio de Janeiro |
| 9 août 2016 12 h 30 UTC-3 |                  |         |       | stade de Deodoro, Rio de Janeiro |

| 9 août 2016 17 h 30 UTC-3 | Nouvelle-Zélande | 28 - 5 | Kenya | stade de Deodoro, Rio de Janeiro |
| 9 août 2016 17 h 30 UTC-3 |                  |        |       | stade de Deodoro, Rio de Janeiro |
| 9 août 2016 17 h 30 UTC-3 |                  |        |       | stade de Deodoro, Rio de Janeiro |

| 10 août 2016 12 h 30 UTC-3 | Nouvelle-Zélande | 19 - 21 | Grande-Bretagne | stade de Deodoro, Rio de Janeiro |
| 10 août 2016 12 h 30 UTC-3 |                  |         |                 | stade de Deodoro, Rio de Janeiro |
| 10 août 2016 12 h 30 UTC-3 |                  |         |                 | stade de Deodoro, Rio de Janeiro |

#### Phase finale
Quart de finale
| 10 août 2016 17 h UTC-3 | Fidji | 12 - 7 | Nouvelle-Zélande | stade de Deodoro, Rio de Janeiro |
| 10 août 2016 17 h UTC-3 |       |        |                  | stade de Deodoro, Rio de Janeiro |
| 10 août 2016 17 h UTC-3 |       |        |                  | stade de Deodoro, Rio de Janeiro |

### Tournoi féminin
L'équipe de Nouvelle-Zélande de rugby à sept féminin gagne sa place via les World Rugby Women's Sevens Series 2014-2015.

#### Effectif
Entraîneur principal : Sean Horan
| Arrières | Arrières            | Avants | Avants           |
| -------- | ------------------- | ------ | ---------------- |
| 6        | Gayle Broughton     | 1      | Ruby Tui         |
| 7        | Tyla Nathan-Wong    | 2      | Shakira Baker    |
| 8        | Kelly Brazier       | 3      | Terina Te Tamaki |
| 10       | Theresa Fitzpatrick | 4      | Niall Williams   |
| 11       | Portia Woodman      | 5      | Sarah Goss       |
| 12       | Kayla McAlister     | 9      | Huriana Manuel   |

#### Phase de poules
| Rang | Pays             | J | V | N | D | Pm  | Pe  | Diff | Pts |
| ---- | ---------------- | - | - | - | - | --- | --- | ---- | --- |
| 1    | Nouvelle-Zélande | 3 | 3 | 0 | 0 | 109 | 12  | +97  | 9   |
| 2    | France           | 3 | 2 | 0 | 1 | 71  | 40  | +31  | 7   |
| 3    | Espagne          | 3 | 1 | 0 | 2 | 31  | 65  | -34  | 5   |
| 4    | Kenya            | 3 | 0 | 0 | 3 | 17  | 111 | -94  | 3   |

|  | Qualifié pour les quarts de finale    |
|  | Qualifié pour le classement de 9 à 12 |

Le détail des rencontres de poule de l'équipe est le suivant :
| 6 août 2016 11 h 30 UTC-3 | Nouvelle-Zélande | 52 - 0 (21 - 0) | Kenya | stade de Deodoro, Rio de Janeiro |
| 6 août 2016 11 h 30 UTC-3 | Essai(s) : Woodman (1re, 8e, 13e), McAlister (3e, 14e), Manuel (6e), Broughton (10e), Williams (14e) Transformation(s) : Nathan-Wong (1re, 3e, 6e, 8e, 10e), Brazier (14e) |                 |       | stade de Deodoro, Rio de Janeiro |
| 6 août 2016 11 h 30 UTC-3 | |                 |       | stade de Deodoro, Rio de Janeiro |

| 6 août 2016 16 h 30 UTC-3 | Nouvelle-Zélande | 31 - 5 (12 - 0) | Espagne                 | stade de Deodoro, Rio de Janeiro |
| 6 août 2016 16 h 30 UTC-3 | Essai(s) : Woodman (2e), McAlister (3e, 12e), Nathan-Wong (8e), Fitzpatrick (14e) Transformation(s) : Nathan-Wong (3e, 8e, 14e) |                 | Essai(s) : Casado (11e) | stade de Deodoro, Rio de Janeiro |
| 6 août 2016 16 h 30 UTC-3 | |                 |                         | stade de Deodoro, Rio de Janeiro |

| 7 août 2016 11 h 30 UTC-3 | Nouvelle-Zélande | 26 - 7 (19 - 7) | France                                                       | stade de Deodoro, Rio de Janeiro |
| 7 août 2016 11 h 30 UTC-3 | Essai(s) : Brazier (1re), Manuel (3e), Woodman (6e), McAlister (13e) Transformation(s) : Nathan-Wong (1re, 3e, 13e) |                 | Essai(s) : Grassineau (7e) Transformation(s) : Biscarat (7e) | stade de Deodoro, Rio de Janeiro |
| 7 août 2016 11 h 30 UTC-3 | |                 |                                                              | stade de Deodoro, Rio de Janeiro |

#### Phase finale
Quart de finale
| 7 août 2016 18 h 30 UTC-3 | Nouvelle-Zélande | 5 - 0 | États-Unis | stade de Deodoro, Rio de Janeiro |
| 7 août 2016 18 h 30 UTC-3 |                  |       |            | stade de Deodoro, Rio de Janeiro |
| 7 août 2016 18 h 30 UTC-3 |                  |       |            | stade de Deodoro, Rio de Janeiro |

Demi-finale
| 8 août 2016 15 h UTC-3 | Grande-Bretagne | 7 - 25 | Nouvelle-Zélande | stade de Deodoro, Rio de Janeiro |
| 8 août 2016 15 h UTC-3 |                 |        |                  | stade de Deodoro, Rio de Janeiro |
| 8 août 2016 15 h UTC-3 |                 |        |                  | stade de Deodoro, Rio de Janeiro |

Finale
| 8 août 2016 19 h UTC-3 | Australie | 24 - 17 | Nouvelle-Zélande | stade de Deodoro, Rio de Janeiro |
| 8 août 2016 19 h UTC-3 |           |         |                  | stade de Deodoro, Rio de Janeiro |
| 8 août 2016 19 h UTC-3 |           |         |                  | stade de Deodoro, Rio de Janeiro |

## Taekwondo
| Athlète       | Compétition | Huitièmes de finale   | Quarts de finale    | Demi-finales        | Repêchage 1         | Repêchage 2         | Finale              | Rang     |
| Athlète       | Compétition | Adversaire Résultat   | Adversaire Résultat | Adversaire Résultat | Adversaire Résultat | Adversaire Résultat | Adversaire Résultat | Rang     |
| ------------- | ----------- | --------------------- | ------------------- | ------------------- | ------------------- | ------------------- | ------------------- | -------- |
| Andrea Kilday | -49 kg      | Battue par Sing 5 - 7 | Éliminée            | Éliminée            | Éliminée            | Éliminée            | Éliminée            | Éliminée |

## Tennis
| Athlètes (numéro de tête de série) | 1/16e de finale                               | 1/8e de finale      | Quarts de finale    | Demi-finales        | Match pour la médaille de bronze | Finale              |
| Athlètes (numéro de tête de série) | Adversaire Résultat                           | Adversaire Résultat | Adversaire Résultat | Adversaire Résultat | Adversaire Résultat              | Adversaire Résultat |
| ---------------------------------- | --------------------------------------------- | ------------------- | ------------------- | ------------------- | -------------------------------- | ------------------- |
| Marcus Daniell / Michael Venus     | battus par Nestor / Pospisil 6-4, 3-6, 6-76-8 | Éliminés            | Éliminés            | Éliminés            | Éliminés                         | Éliminés            |

## Tir
| Athlète        | Compétition                       | Qualification | Qualification | Demi-finale | Demi-finale | Finale   | Finale   |
| Athlète        | Compétition                       | Points        | Rang          | Points      | Rang        | Points   | Rang     |
| -------------- | --------------------------------- | ------------- | ------------- | ----------- | ----------- | -------- | -------- |
| Ryan Taylor    | Carabine à 50 m tir couché hommes | 622,4         | 16e (E)       | Non disputé | Non disputé | Éliminé  | Éliminé  |
| Natalie Rooney | Trap femmes                       | 68            | 4e            | 13 (+1)     | 2e          | 11       | 2e       |
| Chloe Tipple   | Trap femmes                       | 67            | 13e           | Éliminée    | Éliminée    | Éliminée | Éliminée |

## Triathlon
Les qualifications sont terminées.
| Athlètes      | Compétition | Natation (1,5 km) | Transition 1 | Vélo (40 km)    | Transition 2 | Course (10 km) | Temps           | Résultat |
| ------------- | ----------- | ----------------- | ------------ | --------------- | ------------ | -------------- | --------------- | -------- |
| Tony Dodds    | Hommes      | 17 min 31 s       | 47 s         | 56 min 24 s     | 36 s         | 33 min 06 s    | 1 h 48 min 24 s | 21e      |
| Ryan Sissons  | Hommes      | 17 min 34 s       | 48 s         | 56 min 20 s     | 34 s         | 32 min 45 s    | 1 h 48 min 01 s | 17e      |
| Andrea Hewitt | Femmes      | 19 min 4 s        | 56 s         | 1 h 01 min 28 s | 41 s         | 36 min 06 s    | 1 h 58 min 15 s | 7e       |
| Nicky Samuels | Femmes      | 19 min 4 s        | 56 s         | 1 h 01 min 27 s | 43 s         | 37 min 18 s    | 1 h 59 min 30 s | 13e      |

## Voile
Les qualifications sont terminées. :
Aux championnats du monde 2014, la France qualifie un bateau dans chacune des dix catégories, comme à Londres et à Pékin.
Ainsi, la France qualifie 15 marins pour Rio.
| Athlète                         | Compétition | Régate 1 | Régate 2 | Régate 3 | Régate 4 | Régate 5 | Régate 6 | Régate 7 | Régate 8 | Régate 9 | Régate 10 | Régate 11 | Régate 12 | Total net | Total net | Medal Race | Total | Rang |
| Athlète                         | Compétition | Score    | Score    | Score    | Score    | Score    | Score    | Score    | Score    | Score    | Score     | Score     | Score     | Score     | Rang      | Score      | Total | Rang |
| ------------------------------- | ----------- | -------- | -------- | -------- | -------- | -------- | -------- | -------- | -------- | -------- | --------- | --------- | --------- | --------- | --------- | ---------- | ----- | ---- |
| Sam Meech                       | Laser       | 19       | 3        | 5        | 6        | 14       | 17       | 13       | 6        | 12       | 1         | Non couru | Non couru | 77        | -         | 8          | 85    | 3e   |
| Josh Junior                     | Finn        | 18       | 24       | 14       | 14       | 5        | 3        | 18       | 2        | 4        | 6         | Non couru | Non couru | 84        | -         | 8          | 92    | 7e   |
| Paul Snow-Hansen Daniel Willcox | 470         | 2        | 10       | 20       | 15       | 23       | 5        | 2        | 13       | 10       | 15        | Non couru | Non couru | 92        | -         | 12         | 104   | 10e  |
| Peter Burling Blair Tuke        | 49er        | 1        | 1        | 5        | 2        | 7        | 6        | 2        | 3        | 1        | 3         | 5         | 4         | -         | -         | 2          | 33    | 1ers |

| Athlète                  | Compétition | Régate 1 | Régate 2 | Régate 3 | Régate 4 | Régate 5 | Régate 6 | Régate 7 | Régate 8 | Régate 9 | Régate 10 | Régate 11 | Régate 12 | Total net | Total net | Medal Race | Total | Rang |
| Athlète                  | Compétition | Score    | Score    | Score    | Score    | Score    | Score    | Score    | Score    | Score    | Score     | Score     | Score     | Score     | Rang      | Score      | Total | Rang |
| ------------------------ | ----------- | -------- | -------- | -------- | -------- | -------- | -------- | -------- | -------- | -------- | --------- | --------- | --------- | --------- | --------- | ---------- | ----- | ---- |
| Jo Aleh Polly Powrie     | 470         | 21 DSQ   | 1        | 4        | 1        | 12       | 21 DSQ   | 3        | 1        | 1        | 4         | Non couru | Non couru | 48        | -         | 6          | 54    | 2e   |
| Alex Maloney Molly Meech | 49er FX     | 6        | 5        | 4        | 4        | 5        | 1        | 6        | 12       | 3        | 3         | 5         | 5         | -         | -         | 4          | 51    | 2e   |

| Athlète                    | Compétition | Régate 1 | Régate 2 | Régate 3 | Régate 4 | Régate 5 | Régate 6 | Régate 7 | Régate 8 | Régate 9 | Régate 10 | Régate 11 | Régate 12 | Total net | Total net | Medal Race | Total | Rang |
| Athlète                    | Compétition | Score    | Score    | Score    | Score    | Score    | Score    | Score    | Score    | Score    | Score     | Score     | Score     | Score     | Rang      | Score      | Total | Rang |
| -------------------------- | ----------- | -------- | -------- | -------- | -------- | -------- | -------- | -------- | -------- | -------- | --------- | --------- | --------- | --------- | --------- | ---------- | ----- | ---- |
| Jason Saunders Gemma Jones | Nacra 17    | 9        | 13       | 7        | 5        | 4        | 2        | 4        | 8        | 12       | 13        | 13        | 2         | -         | -         | 2          | 81    | 4e   |